# Хилл, Тельма
Тельма Хилл (англ. Thelma Hill; 12 декабря 1906—11 мая 1938) — американская актриса эпохи немого кино, комедиантка и участница Sennett Bathing Beauties.

## Ранняя жизнь и карьера
Тельма Флоу Хилл родилась в Эмпории в штате Канзас. Была участницей Sennett Bathing Beauties.
После развода своих родителей Тельма перебралась в Калифорнию, где её мать открыла киностудию «Сеннетт». На её талант обратил внимание Роско Арбакл, когда она, работая у него прислугой, случайно уронила ему на колени тарелку с супом. Арбакл в свою очередь познакомил её с Маком Сеннетом, который сделал её своей «купальщицей». В 1924 году Сеннетт говорил, что она была «идеальной купальщипей своего времени».
В роли «купальщицы» дебютировала в 1924 году в короткометражной комедии «Собирание персиков». В дальнейшем снялась в более ста фильмах в основном производства Sennett и Hal Roach studios. Также она появилась вместе с Ральфом Грейвсом в двух комедиях, снятых Сеннетом на бульваре «Глендейл» в Лос-Анджелесе, в штате Калифорния. Позже снималась в фильмах вместе с Мэйбл Норманд.
В 1926 году снялась вместе с Беном Тёрпиным в фильме «Расточительная женщина». С 1927 по 1929 годы снялась с Бадом Дунканом в немом комедийном сериале Ларри Дармора «Каспер и Тутс» и в фильме «Две смолы», где появилась вместе с дуэтом «Лорел и Харди». В 1927 году заключила контракт с кинокомпаниями FBO и MGM, снявшись в их совместном фильме «Огонь идёт к концу» (1927). Последним фильмом с её участием стал «Смешанные орехи» Хэла Роуча.

## Личная жизнь и карьера
Отец Тельмы, Клифф Хиллард, был музыкантом и скончался в 1914 году. Тельма была помолвлена с режиссёром Сэйнтом Элмо Бойсем. В 1930 году он покончил жизнь самоубийством. В 1934 году вышла замуж за Джона Уэста Синклера, каскадёра и сценариста для У. К. Филдса.

## Смерть
К 1934 году находилась в большом депрессивном расстройстве и злоупотребляла алкоголем. В конце 1937 года проходила лечение в санатории в Калвер-Сити, в штате Калифорния. Она страдала от алкоголизма, дефицита витаминов и от недоедания. Скончалась 11 мая 1938 года в возрасте 31 года кровоизлияния в мозг.
Похоронена на кладбище «Форест-Лаун».

## Выборочная фильмография
- Сбор персиков (1924)
- Дитя Голливуда (1924)
- Огонь идёт к концу[англ.] (1927)
- Гордость Пиквелла (1927)
- Глупый Каспер (1927)
- Идиотизм (1927)
- Две смолы[англ.] (1928)
- Старый амбар (1931)
- Чудесная девушка (1931)
- Смешанные орехи (1934)